# MTS Cup 2011
Il MTS Cup 2011 è stato un torneo professionistico di tennis femminile giocato sulla terra rossa. È stata la 1ª edizione del torneo, che fa parte dell'ITF Women's Circuit nell'ambito dell'ITF Women's Circuit 2011. Si è giocato a Erevan in Armenia dal 3 al 9 ottobre 2011.

## Partecipanti

### Teste di serie
| Nazionalità | Giocatrice            | Ranking* | Testa di serie |
| ----------- | --------------------- | -------- | -------------- |
| Ucraina     | Lesja Curenko         | 133      | 1              |
| Stati Uniti | Julia Cohen           | 197      | 2              |
| Ucraina     | Veronika Kapšaj       | 242      | 3              |
| Georgia     | Sofia Shapatava       | 255      | 4              |
| Austria     | Melanie Klaffner      | 274      | 5              |
| Ucraina     | Iryna Burjačok        | 277      | 6              |
| Slovacchia  | Zuzana Luknárová      | 301      | 7              |
| Cile        | Andrea Koch-Benvenuto | 309      | 8              |

- Ranking al 26 settembre 2011.

### Altre partecipanti
Giocatrici che hanno ricevuto una wild card:
- Ani Amiraghyan
- Nune Khachatryan
- Maria Sakkarī
- Anna Schmiedlová

Giocatrici che sono passate dalle qualificazioni:
- Dariya Berezhnaya
- Tamari Chalaganidze
- Julia Gavenko
- Natia Gegia
- Ani Gogvadze
- Olga Ianchuk
- Antonina Rafikova
- Inna Volkovich

## Campionesse

### Singolare
Julia Cohen ha battuto in finale  Andrea Koch-Benvenuto con il punteggio di 7–6(6), 6–2

### Doppio
Tatia Mikadze /  Sofia Shapatava hanno battuto in finale  Elizaveta Ianchuk /  Olga Ianchuk con il punteggio di 6–1, 6–4